# Ярошево (Мазовецьке воєводство)
Ярошево (пол. Jaroszewo) — село в Польщі, у гміні Щутово Серпецького повіту Мазовецького воєводства.
У 1975-1998 роках село належало до Плоцького воєводства.